# Кубок СРСР з футболу 1939
Кубок СРСР з футболу 1939 — 4-й розіграш кубкового футбольного турніру в СРСР, який відбувся в липні-вересні 1939 року. Володарем Кубка вдруге поспіль став московський «Спартак».

## 1/32 фіналу
| Команда 1                  | Рахунок  | Команда 2               |
| -------------------------- | -------- | ----------------------- |
| Авангард (Ленінград)       | [ 1 ]    | Торпедо (Горький)       |
| Крила Рад (Москва)         | 0 – 7    | Динамо (Харків)         |
| Стахановець (Сталіне)      | 6 – 2    | Локомотив (Тбілісі)     |
| Дзержинець (Ворошиловград) | 3 – 1    | Основа (Іваново)        |
| Динамо (Ростов-на-Дону)    | 4 – 2    | Сільмаш (Харків)        |
| Динамо (Москва)            | 1 – 4    | Локомотив (Москва)      |
| Буревісник (Москва)        | 1 – 2    | Динамо (Єреван)         |
| Сталінець (Ленінград)      | 3 – 2 дч | Трактор (Сталінград)    |
| Харчовик (Москва)          | 2 – 1    | Динамо (Одеса)          |
| Динамо (Київ)              | 1 – 0 дч | Динамо (Мінськ)         |
| Металург (Москва)          | 2 – 3    | Сталь (Дніпропетровськ) |
| Суднобудівник (Миколаїв)   | 1 – 2    | Електрик (Ленінград)    |
| Спартак (Москва)           | 1 – 0    | Спартак (Ленінград)     |
| Динамо (Тбілісі)           | 5 – 2    | Торпедо (Москва)        |
| ЦБЧА (Москва)              | 4 – 0    | Зеніт (Ленінград)       |
| Сталінець (Москва)         | 6 – 0    | Спартак (Харків)        |
| Локомотив (Київ)           | 0 – 1    | Темп (Баку)             |

## 1/16 фіналу
| Команда 1               | Рахунок | Команда 2                  |
| ----------------------- | ------- | -------------------------- |
| Динамо (Єреван)         | [ 4 ]   | Дзержинець (Ворошиловград) |
| Інфізкульт (Мінськ)     | [ 5 ]   | Динамо (Воронеж)           |
| Динамо (Сталінабад)     | [ 6 ]   | Електрик (Ленінград)       |
| Динамо (Ленінград)      | [ 7 ]   | Динамо (Батумі)            |
| Сталь (Дніпропетровськ) | 0 – 1   | Сталінець (Ленінград)      |
| Наука (Тбілісі)         | 0 – 3   | Стахановець (Сталіне)      |
| Локомотив (Москва)      | 1 – 0   | Сталінець (Москва)         |
| Локомотив (Баку)        | 0 – 7   | Темп (Баку)                |
| Динамо (Казань)         | 0 – 2   | Спартак (Москва)           |
| Динамо (Ташкент)        | 3 – 0   | Авангард (Ленінград)       |
| Динамо (Ленінакан)      | 0 – 2   | Авангард (Краматорськ)     |
| Динамо (Фрунзе)         | 2 – 4   | Динамо (Харків)            |
| Динамо (Алма-Ата)       | 2 – 1   | Динамо (Київ)              |
| ЦБЧА (Москва)           | 6 – 1   | Динамо (Ростов-на-Дону)    |
| Динамо (Ашхабад)        | 2 – 0   | Спартак-2 (Москва)         |
| Динамо (Тбілісі)        | 1 – 0   | Харчовик (Москва)          |

## 1/8 фіналу
| Команда 1             | Рахунок | Команда 2            |
| --------------------- | ------- | -------------------- |
| ЦБЧА (Москва)         | 1 – 0   | Динамо (Єреван)      |
| Локомотив (Москва)    | 0 – 1   | Спартак (Москва)     |
| Динамо (Тбілісі)      | 5 – 3   | Динамо (Батумі)      |
| Динамо (Ашхабад)      | 1 – 2   | Динамо (Сталінабад)  |
| Сталінець (Ленінград) | 2 – 0   | Авангард (Ленінград) |
| Динамо (Воронеж)      | 0 – 3   | Динамо (Ташкент)     |
| Динамо (Харків)       | 1 – 2   | Темп (Баку)          |
| Стахановець (Сталіне) | 3 – 0   | Динамо (Алма-Ата)    |

## 1/4 фіналу
| Команда 1             | Рахунок | Команда 2             |
| --------------------- | ------- | --------------------- |
| Спартак (Москва)      | 3 – 1   | Стахановець (Сталіне) |
| Темп (Баку)           | 1 – 2   | Динамо (Ташкент)      |
| ЦБЧА (Москва)         | 0 – 1   | Динамо (Тбілісі)      |
| Сталінець (Ленінград) | 4 – 0   | Динамо (Сталінабад)   |

## 1/2 фіналу
| Команда 1             | Рахунок | Команда 2        |
| --------------------- | ------- | ---------------- |
| Спартак (Москва)      | 3 - 2   | Динамо (Тбілісі) |
| Сталінець (Ленінград) | 3 - 0   | Динамо (Ташкент) |

## Фінал
| 12 вересня 1939 |

| «Спартак»                                  | 3 – 1    | «Сталінець» |
| ------------------------------------------ | -------- | ----------- |
| Баришев 5' (аг) Семенов 29' О. Соколов 50' | Протокол | Ласін 15'   |

| «Динамо» (Москва) Глядачів: 70 000 Арбітр: Олександр Тавельський (Куйбишев) |